# Clasificación del atletismo paralímpico

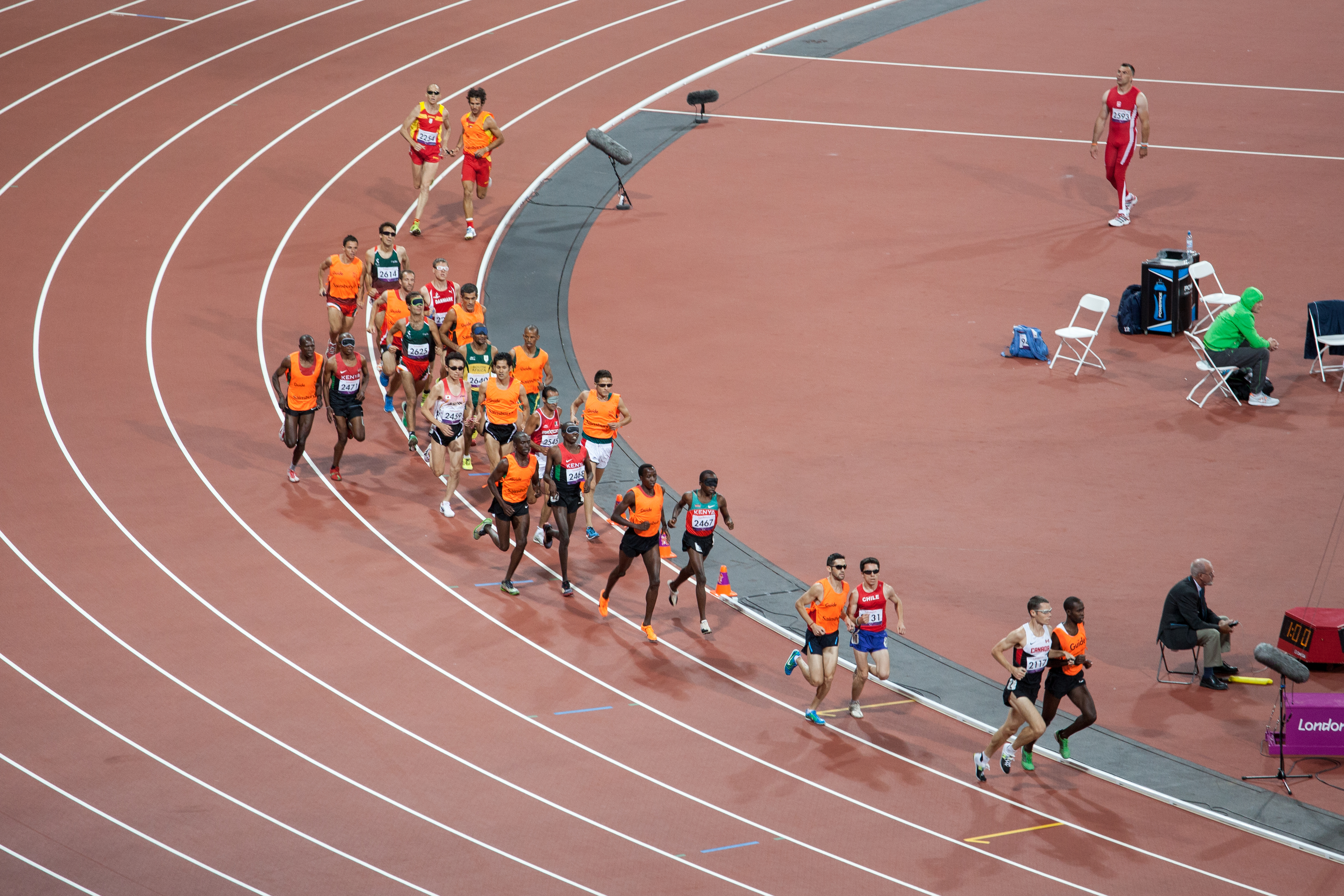
Carrera masculina de 5000 m para atletas de categoría T11 (ceguera total) en los Juegos Paralímpicos de Londres 2012.

La clasificación de atletismo paralímpico es la base para determinar quiénes pueden competir en las pruebas de atletismo paralímpico de los juegos paralímpicos y dentro de qué clase. La clasificación está regulada por el Comité Paralímpico Internacional (CPI). Las personas con discapacidad física, visual e intelectual son elegibles para competir en estos deportes. Fue creada en los años 1940 y en sus inicios era un sistema de clasificación basado en la condición médica. Con el paso del tiempo, ha devenido en un sistema basado en la movilidad funcional, y está mutando hacia uno basado en la evidencia.[cita requerida]

## Definición
La clasificación de atletismo paralímpico en los juegos paralímpicos es la base para determinar quiénes pueden competir en deportes atléticos concretos, y dentro de qué clase. Es usado con el propósito de establecer una competición justa. Las reglas generales para los deportes paralímpicos están basadas en las reglas para competidores olímpicos. Las clasificaciones para ciegos están basadas en la clasificación médica, no en la clasificación funcional.

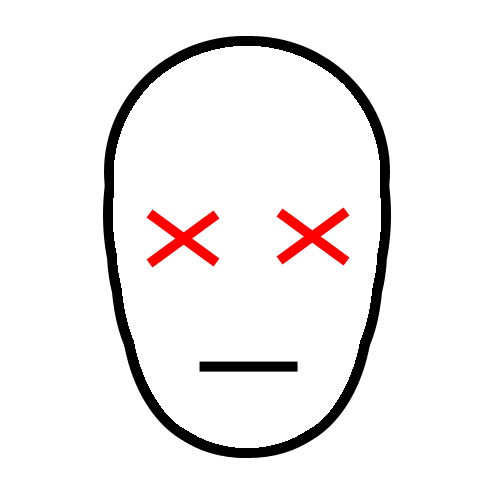
Visualización de visión funcional para un competidor T11.
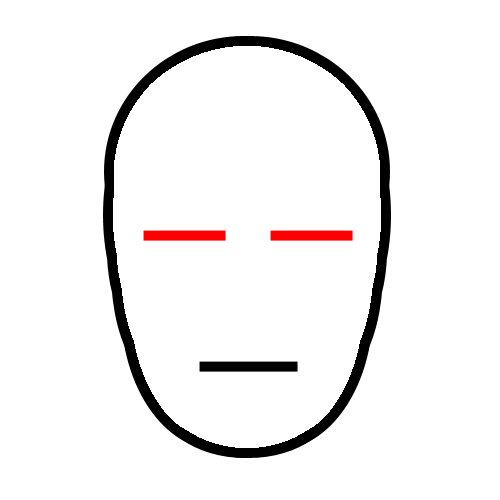
Visualización de visión funcional para un competidor T12.
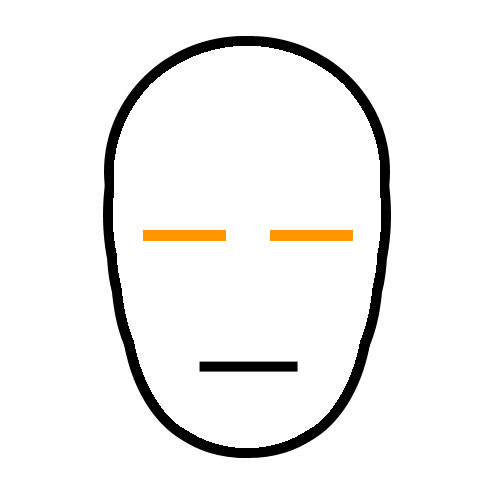
Visualización de visión funcional para un competidor T13.
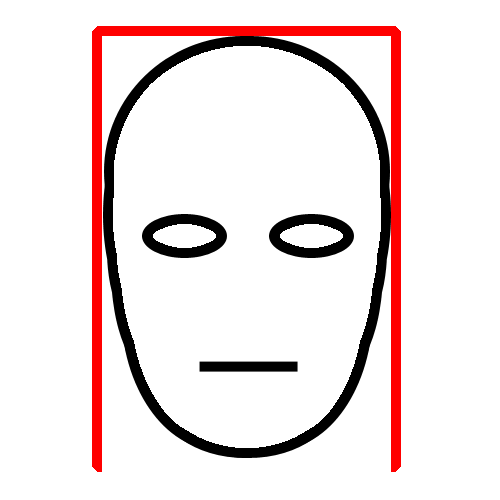
Visualización de clasificación para un competidor T20.
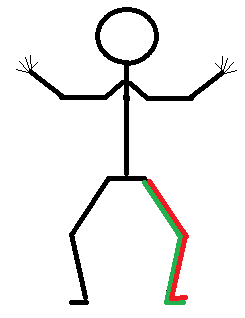
Tipo de incapacidad para algunos competidores T42.
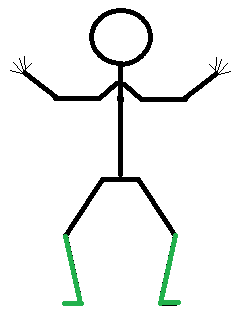
Tipo de incapacidad para algunos competidores T43.
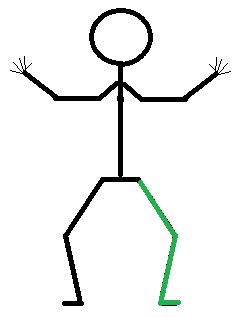
Tipo de incapacidad para algunos competidores T43.
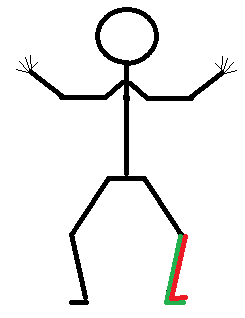
Tipo de incapacidad para algunos competidores T44.
Gama de movilidad funcional para un competidor T51.
Gama de movilidad funcional para un competidor T52.

## Gobernanza
La clasificación es regulada por el Comité Paralímpico Internacional, con la clasificación descrita en el IPC Athletics Classification Handbook. En 1983, las reglas para este deporte y la aprobación para clasificación fueron realizados por la International Amateur Athletics. En los Juegos de 1992, la clasificación paralímpica fue monitoreada por cuatro cuerpos deportivos diferentes que incluyen el IBSA, ISOD, ISMWSF y el CP-ISRA.

## Clases
Hay cuatro clasificaciones para atletas en sillas de ruedas con parálisis cerebral y desórdenes de movimiento similares: T31, T32, T33 y T34. Hay otras cuatro clases para atletas con otras discapacidades, como lesión de la médula espinal. éstas incluyen las categorías T51, T52, T53 y T54. La clasificación T54, actualmente en uso, es comparable (aunque más amplia) que la clasificación L2 SCI. Al igual que esta última, la T54 incluye competidores con funcionamiento normal excepto con parálisis del miembro inferior; a diferencia del SCI L2, también incluye a amputados de ambas piernas.  Si un atleta tiene parálisis de sus músculos abdominales,  puede clasificar como un T53. Los eventos para atletas en sillas de ruedas van desde las carreras de 100 metros al maratón.
En atletismo, amputaciones bilaterales bajo el codo tienen un impacto mínimo en la capacidad funcional para correr distancias.  Como resultado, las clasificaciones atléticas difieren de las de natación debido a las diferencias en los requerimientos de uso del cuerpo que impactan rendimiento.

## Niveles de clasificación
Hay tres niveles de la clasificación: Provisional, Nacional e Internacional. El primero es para atletas que no tienen acceso a un tablero de clasificación completo;  es una indicación provisional de clase, utilizado sólo en los niveles más bajos de competición. El segundo puede ser utilizado en todas las competiciones domésticas. Para competir internacionalmente, se requiere una clasificación de nivel Internacional.